# Monrosia
Monrosia é um género botânico pertencente à família Polygalaceae.